# Geography Club
Geography Club (tj. Zeměpisný kroužek) je americký hraný film z roku 2013, který režíroval Gary Entin na základě stejnojmenného románu Brenta Hartingera. Film popisuje problémy dospívajícího studenta na střední škole, který je gay. Snímek měl světovou premiéru na LGBT filmovém festivalu v Torino|Torinu 25. dubna 2013.

## Děj
Russell je středoškolák a jako gay cítí se osaměle, rád by si našel přítele. Je překvapen, když ho jednoho večera na školním výletě políbí Kevin, hvězda místního fotbalového týmu. Bohužel je však zahlédne spolužačka Min a pozve je na setkání zeměpisného kroužku. Russell se tam vydá, aby zjistil, co od něj Min chce. Ta mu vysvětlí, že v kroužku spolu s ní jsou ještě její přítelkyně Therese a gay Ike a kroužek slouží jako zástěrka pro jejich společná setkávání ve škole. Russell je klidný, že jeho vztah s Kevinem zůstane utajen, ale členem se zpočátku stát nechce. Russellův kamarád Gunnar by si chtěl najít holku, protože je ještě panic. Touží po Kimberly, která se s ním ale chce scházet jen společně s kamarádkou Trish a Russelem. Russel, ač nerad, proto na schůzky přistoupí. Kevin vezme Russela do fotbalového týmu, aby mohli být co nejvíce spolu. Když Russel odmítne Trish a posléze i Kimberly, ta o něm rozhlásí ve škole, že je gay. Kevin se s Russelem už bojí stýkat, takže se s ním Russel rozejde. Podporu naopak najde u Min a jejích přátel, kteří přejmenují zeměpisný kroužek na skupinu podporující LGBT minoritu. Podpoří ho i jeho kamarád Gunnar, který začne chodit s Trish.

## Obsazení
| Cameron Deane Stewart | Russell Middlebrook |
| Justin Deeley         | Kevin Land          |
| Andrew Caldwell       | Gunnar              |
| Meaghan Martin        | Trish               |
| Allie Gonino          | Kimberly            |
| Ally Maki             | Min                 |
| Nikki Blonsky         | Therese             |
| Alex Newell           | Ike                 |
| Teo Olivares          | Brian Bund          |
| Dexter Darden         | Jared Sharp         |
| Grant Harvey          | Nolan Lockwood      |
| Ana Gasteyer          | slečna Tolesová     |
| Marin Hinkle          | Barbara Land        |
| Scott Bakula          | Carl Land           |

## Ocenění
- Outfest – cena publika
- Outfest – nominace v kategorii nejlepší herečka (Meaghan Martin)
- Mediální cena GLAAD – nominace v kategorii mimořádný film